# Lugern
För andra betydelser, se Luger (olika betydelser).
Lugern är en roman av Bengt Pohjanen som var den först utgivna romanen på 
meänkieli, under titeln Lyykeri. Den utkom 1985 och har sedan dess utgivits i ytterligare två upplagor, den senaste en jubileumsutgåva 2005. Boken kom ut på svenska 1989 samt i finsk översättning (Luger av Kirsti Johansson) 2007. Boken utspelar sig i svenska Tornedalen under det kalla krigets dagar. Två ungdomar hittar en tysk armépistol, en Luger, och börjar skjuta med den.